# محمد بن نواف بن عبدالعزیز
محمد بن نواف بن عبدالعزیز آل سعود (متولد ۲۲ مارس۱۹۵۳) دیپلمات عربستانی است که از سال ۲۰۰۵ سفیر عربستان سعودی در بریتانیا می‌باشد. او عضوی از خاندان آل سعود می‌باشد.

## زندگی و تحصیلات
شاهزاده محمد متولد ۲۲ مارس سال ۱۹۵۳ در ریاض، عربستان سعودی است. او پسر ارشد شاهزاده نواف بن عبدالعزیز آل سعود پسر بیست و دوم شاه عبدالعزیز عربستان سعودی است. شاهزاده محمد به تحصیل شد در دبیرستان کاپیتال اینستیتیوت در ریاض تحصیل کرد. او دارای مدرک کارشناسی رشته از دانشکده خدمات خارجی آی والش ادموند در دانشگاه جورج تاونو ام‌پی‌ای از مدرسه حکومت جان اف. کندی در دانشگاه هاروارد است. او در حال حاضر رئیس انجمن فارغ‌التحصیلان دانشگاه هاروارد از عربستان سعودی است.

## زندگی حرفه‌ای
محمد بن نواف به مدت دو سال به عنوان محقق در بخش روابط بین‌المللی در کمیسیون سلطنتی برای جوبیل و ینبع کار کرده است قبل از انتقال به وزارت امور خارجه در فوریه ۱۹۸۴ او ابتدا برای اولین بار در کابینه وزیر کار کرد تا قبل از ارتقا او به بازرس کل در وزارت خارجه.
در سال ۱۹۹۵ شاهزاده محمد به عنوان سفیر در ایتالیا و مالت منصوب شد. در طول تصدی خود در سال ۱۹۹۸ او به عنوان رئیس‌جمهور شورای دولت اسلامی مرکز فرهنگی ایتالیا انتخاب شد. او همچنین دین سفیران عرب سفیران بود.
در دسامبر سال ۲۰۰۵ شاهزاده محمد به عنوان سفیر عربستان در بریتانیا و ایرلند منصوب شد. او رئیس انجمن سعودی بریتانیا در لندن و رئیس هیئت امنا آکادمی کینگ فهد می‌باشد. او از مدعوین به شرکت در جشن ضیافت ناهار سازمان یافته در قلعه ویندسور در می ۲۰۱۲ بود که منجر به انتقادات گروه‌های مختلف حقوق بشر شد.
او همچنین رئیس هیئت امنا آکادمی کینگ فهد می‌باشد. او در میان ستون نویس‌های روزنامه العربیه بود.

## زندگی شخصی
شاهزاده محمد بن نواف با شاهزاده فدوا بنت خالد بن عبدالله آل سعود ازدواج کرده‌است. آآنها صاحب پنج فرزند هستند. همسرش، شاهزاده فدوا رئیس افتخاری انجمن زنان عرب و ایتالیا (AIWA) می‌باشد که در ماه می ۲۰۰۲ توسط زنان بازرگان ایتالیایی و همسران دیپلمات‌های عربستانی در ایتالیا تشکیل شد.
یکی از دخترانش مداوا بنت محمد، با فهد بن فیصل بن سعود بن محمد در ۲۴ ژانویه ۲۰۰۹ در هتل دورچستر ازدواج کرد. فهد بن فیصل نوه عطاب بنت سلطان که دختر مورد علاقه شاهزاده سلطان می‌باشد. شاهزاده سلطان برای شرکت کنندگان ناوگان جت‌های خصوصی را به راه انداخت تا ۵۰۰ مهمان را به جشن بیاورند اگرچه خود او در مهمانی حضور نداشت. پسرش شاهزاده منصور در سپتامبر ۲۰۰۹ درگذشت.
محمد بن نواف به اسراف در خرج کردن شناخته شده‌است. در سال ۲۰۰۹ او با خریداری کشتی ۶۵ متری (۲۱۳-پایی) مگا یاخت به مجموع ناوگان کشتی‌های تفریحی خود افزوده‌است. او این کشتی را به نام نور ریاض نام‌گزاری کرده است. این بزرگ‌ترین مگایاخت ساخته شده تا به امروز در ترکیه است. ساخت مجلل داخلی این مگا یاخت توسط دونالد استارکی با وسایلی از روکش طلا از جمله برای دستشویی و حمام می‌باشد. قایق تفریحی متشکل از شش اتاق مهمان کشوری، تسهیلات برای ۲۱ خدمه، ناهارخوری ۲۰ نفره، سالن اصلی، کابین کاپیتان اتاق جکوزی سلطنتی، سینمای خصوصی، ۱۲۰ متر مربع پلت فرم حمام آفتاب و شنا کردن، دو دستگاه آسانسور و یک هلی‌پد می‌باشد.
در سال ۲۰۰۹ دیلی میل گزارش داد که محمد بن نواف پنج اتاق خواب عمارت مای‌فیر به یکی دیگر از اعضای خاندان سلطنتی عربستان سعودی فروخته‌است.